# Jean Piat
Jean Piat war eine französische Automarke.

## Unternehmensgeschichte
Das Unternehmen A. Piat et Fils aus Paris begann 1900 mit der Produktion von Automobilen. Im gleichen Jahr endete die Produktion bereits wieder.

## Fahrzeuge
Das einzige angebotene Modell war mit einem Einzylindermotor ausgestattet, der als Frontmotor montiert war und die Hinterräder antrieb. Die Karosserieform Phaeton bot Platz für zwei Personen.
Ein Fahrzeug dieser Marke ist im Automuseum Autoworld Brussels in Brüssel zu besichtigen.

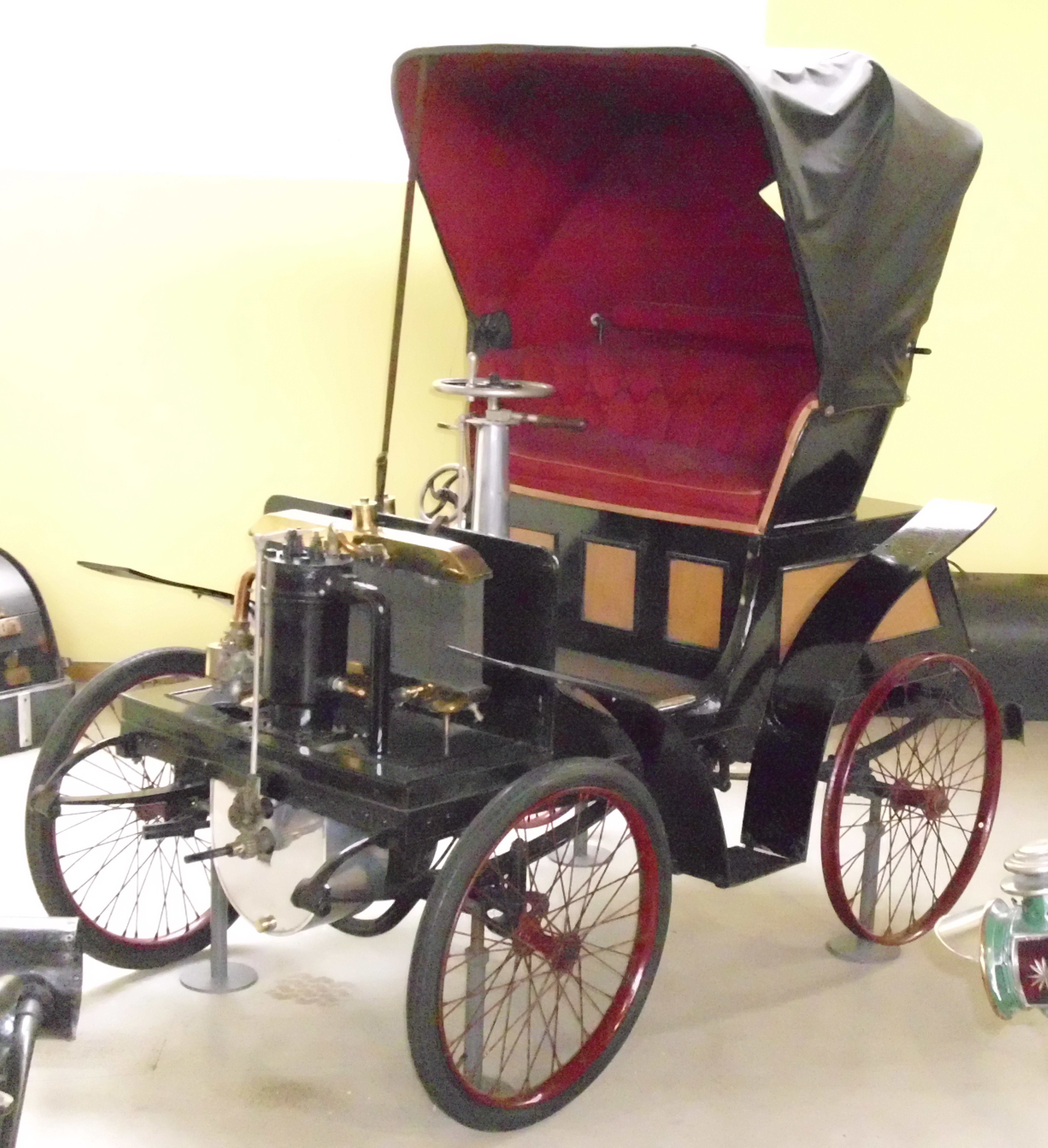
Jean Piat von 1900
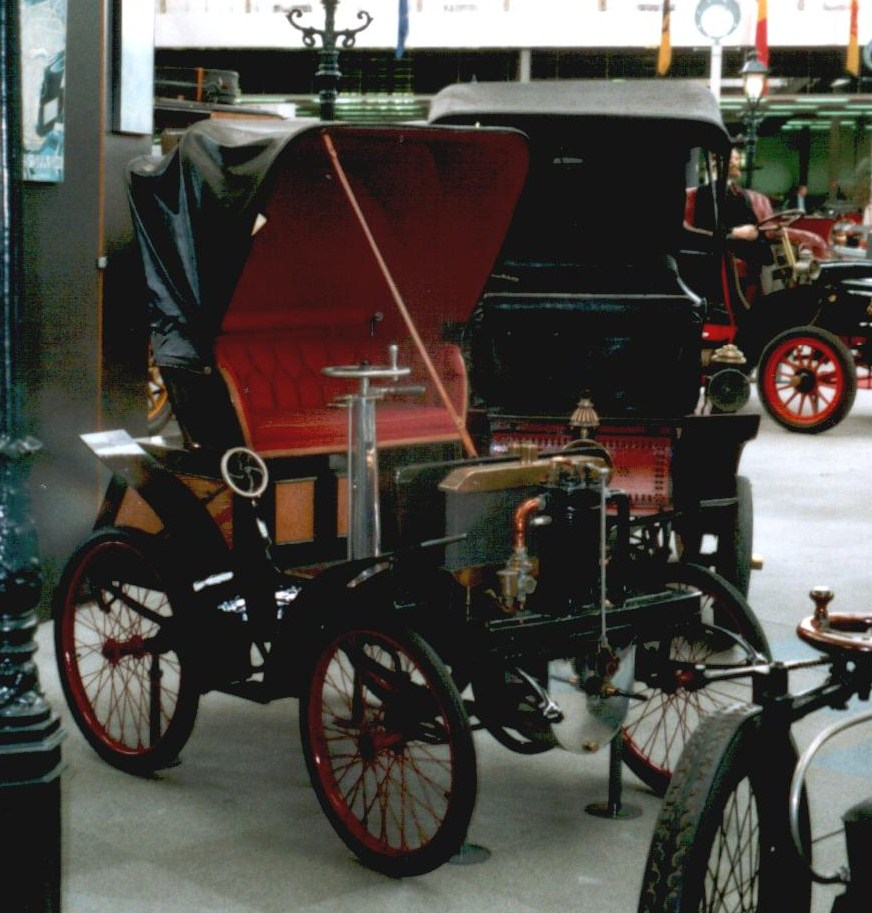
Jean Piat von 1900
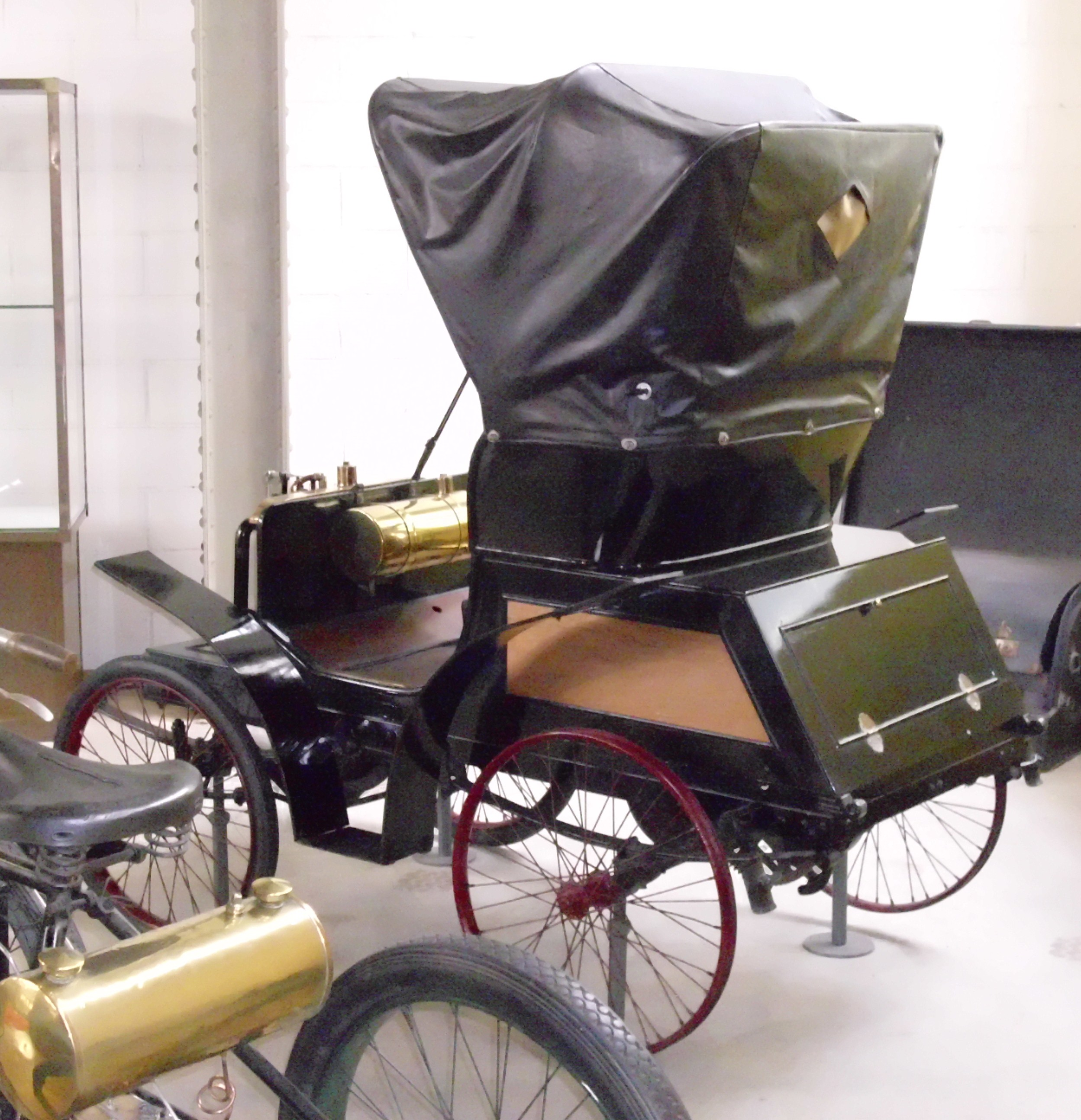
Jean Piat von 1900